# وردیگر (نبراسکا)
وردیگر(به انگلیسی: Verdigre) شهری در ایالت نبراسکا کشور ایالات متحده آمریکا است که جمعیت آن در سرشماری سال ۲۰۱۰ میلادی، ۵۷۵ نفر بوده‌است.